# Lucien Croci
Lucien Croci est un militant de la Jeunesse ouvrière chrétienne (JOC). Il est né le 15 novembre 1919 à Rennes et mort le 17 ou le 27 mars 1945 dans le camp de concentration de Ravensbrück.

## Biographie

### Jeunesse
Lucien Jean Croci est né le 15 novembre 1919 à Rennes. Il grandit entouré de sa mère, sa grand-mère et de Jacques, son frère cadet d’un an.
Durant son enfance, il est assez bon élève, et obtient son certificat d’étude à 11 ans. Il est également scout. Il entre en apprentissage à 13 ans.
En 1933 il devient ouvrier à l’imprimerie de Vaugirard. Si le travail lui plaît, il est assez opprimé par l’atmosphère du monde du travail. Un ancien camarade, lui indique que la JOC correspond à ses aspirations de militer pour améliorer le monde ouvrier. Croci fonde une section à Vincennes (avec en particulier l’aide de son frère), affiliée à la JOC le 26 juin 1937.

### Début de la guerre
En 1939, il est nommé président de la JOC pour la région Paris-Est. Cette nomination s’explique par le besoin de nommer des remplaçants aux dirigeants mobilisés par la guerre. Croci est lui-même mobilisé en mai 1940. Après l’armistice, il est envoyé dans les Chantiers de la jeunesse française, pour revenir à Vincennes en novembre 1941. Il reprend son poste à la JOC immédiatement après avoir retrouvé un emploi, dans le même mois (se trouver à l’intérieur du monde du travail est une nécessité pour exercer ce poste). À cette époque, la JOC a refusé la dissolution qu’elle devrait mettre en œuvre suivant l’ordonnance du 28 août 1940. La Fédération Paris-Est produit des brochures irrégulières, la publication de ses bulletins étant suspendue.
En avril 1942, Croci devient dirigeant régional de la JOC, poste à plein temps (il quitte son emploi chez Kodak). Mais la JOC a du mal à maintenir son activité normale, voyant de nombreux membres requis en Allemagne dans le cadre du Service du travail obligatoire, ou au contraire rejoignent les Maquis. Il ne se trouve plus en France en août 1943 quand la JOC passe dans la clandestinité et se rapproche de la Résistance.

### Requis en Allemagne puis déporté en camp de concentration
Croci lui-même est requis pour le STO et part  pour Berlin le 25 juin 1943, où il est affecté à la firme « FM.Schultze ». Il contribue en Allemagne à fonder le mouvement « Jeunesse qui réagit », un mouvement fondé par les militants chrétiens à la base, mais qui vise à communiquer leurs valeurs à tous. Matériellement, l’action prend consiste par exemple à partager les colis envoyés par les familles avec ceux qui n’en reçoivent pas. Il prend la responsabilité de l'action catholique pour Berlin-Sud-Ouest. D’un point de vue personnel, Croci envisage lui-même de devenir prêtre. À noter que la Gestapo n’a pas trouvé de trace d’activité de sabotage ; il est même mentionné comme excellent ouvrier.
À la suite du décret de Kaltenbrunner du 3/12/43 contre l'action catholique auprès des Travailleurs forcés sur le territoire de l'Allemagne nazie, les responsables de la JOC en Allemagne, "Jeunesse ouvrière chrétienne" clandestine en Allemagne, sont arrêtés les uns après les autres à partir d'avril 1944. À partir de ce moment, Croci est conscient qu’il le sera certainement lui-même — il sait que des personnes en contact avec lui sont surveillées ou interrogées. Il se prépare donc à son arrestation, aussi bien d’un point de vue pratique, en confiant à son frère Jacques tous les documents qui pourraient compromettre d’autres personnes, que d’un point de vue moral : en effet, Croci disait à son entourage qu’il avait parfaitement accepté l’idée de mourir comme témoin du Christ.
Croci est arrêté le 26 août 1944 par la Gestapo pour « activité catholique non politique ». Interrogé dans une des prisons de Berlin, il est incarcéré le 24 septembre au camp de concentration d’Oranienburg sous le numéro 104 461. En octobre, il est transféré au camp de Ravensbrück, matricule 10 996.  En février 1945, il fait partie d’une marche forcée vers le camp de Barth, annexe de Ravensbrück, où étaient envoyés les invalides, Croci étant lui-même malade. 
Les causes de sa mort ne sont pas précisément connues, vu qu’il souffrait autant de maladie que de la faim et de la fatigue. L’attestation du service international de recherches indique qu’il est mort le 27 mars 1945. Son biographe Yvan Daniel et le service funéraire rendu par sa famille indiquent le 17 mars. Ces informations reposent sur les témoignages des survivants de Barth.

### Postérité
Dès la Libération, la JOC citait Lucien Croci comme exemple de ses héros incarnant son message pendant la guerre. Ce qui marque particulièrement dans la vie de Croci, c’est sa volonté de continuer à apporter le message chrétien après avoir été déporté.